# Sebastião Monteiro da Vide
Sebastião Monteiro da Vide S.J. (1643 - 1722) foi um religioso português, conhecido por ter sido importante Arcebispo da Bahia e Primaz do Brasil.

## Biografia

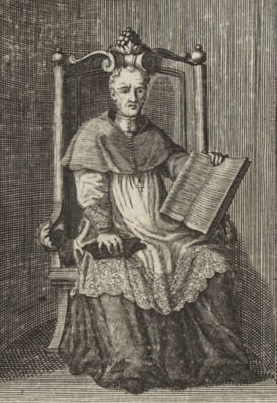
Retrato gravado em «Constituições Primeiras do Arcebispado da Bahia», 1719

Nasceu em Monforte, no Alentejo, provavelmente a 19 de março de 1643. Iniciou a vida religiosa na Companhia de Jesus, mas também seguiu carreira militar. Estudou cânones na Universidade de Coimbra, sendo ordenado presbítero em 30 de agosto de 1671. Foi nomeado bispo pelo Papa Clemente XI e sagrado pelo arcebispo de Lisboa, D. Luís de Sousa, em 21 de dezembro de 1701.
Chegou a Salvador da Bahia em 22 de maio de 1702, exercendo o cargo de Arcebispo da Bahia até sua morte em 7 de setembro de 1722. Na sede da arquidiocese organizou em 1707 o Sínodo da Bahia com o objetivo de regular a vida religiosa na colônia. Do encontro saiu um documento - as Constituições Primeiras do Arcebispado da Bahia - considerado um dos mais importantes documentos de caráter religioso do Brasil Colônia.
Foi autor do reconhecimento do Santuário do Bom Jesus da Lapa, quando ao receber notícias de que numa gruta do sertão da Bahia habitava um eremita com fama de santidade, chamou-o a Salvador e depois de prepará-lo, ordenou-o sacerdote  em 1706 com o nome de padre Francisco da Soledade, nomeando-o capelão do mesmo santuário.
Após a morte do governador D. Sancho de Faro e Sousa, em 1719, exerceu também o governo civil junto a Caetano de Brito e Figueiredo e João de Araújo e Azevedo.
D. Monteiro da Vide foi o responsável pela construção do Palácio do Arcebispado de Salvador ao lado da antiga Sé da cidade. Seu brasão decora o portal de entrada do palácio.
Conheceu a Madre Vitória da Encarnação, monja clarissa do Convento de Santa Clara do Desterro, falecida em 1715, que tinha fama de santidade e da qual foi um grande admirador. Desejando torná-la a primeira santa brasileira, publicou em 1720, em Roma, o livro História da Vida e Morte da Madre Vitória da Encarnação.
Conforme pedia a Igreja, Dom Sebastião esperou que se passassem os cinco anos após a morte da Madre Vitória para solicitar ao Vaticano a abertura de sua causa de beatificação, porém, o mesmo veio a falecer dois anos após a publicação do seu livro. Além disso, outros fatos contribuíram para que a causa não seguisse adiante, como a expulsão do jesuítas de Portugal e Brasil pelo Marquês de Pombal em 1759 e a tentativa de extinguir as muitas obras publicadas pelos religiosos da Companhia de Jesus, dentre elas a biografia da Madre Vitória. Pouquíssimos exemplares foram preservados. Devido ao quase total desaparecimento desta obra a história da religiosa quase foi excluída da memória dos brasileiros, o que fez com que os arcebispos que sucederam Dom Sebastião não conhecessem bem a história da "santa da Bahia" e não investissem na sua canonização. Contudo ainda se espera que sua causa seja retomada e que seja reconhecida oficialmente pela Igreja como a primeira santa brasileira.

## Obras
- História da Vida e Morte da Madre Soror Victória da Encarnação. Roma: Estamparia de João Francisco Chracas. 1720
- Constituições primeiras do Arcebispado da Bahia. São Paulo: Typographia de Antônio Louzada Antunes. 1853. 697 páginas